# Cristovão de Barros
Cristovão de Barros fue un administrador colonial portugués que participó de la colonización del Brasil. Fue funcionario de la corona portuguesa y, en 1578, advirtió al rey sobre la ausencia de una fortaleza para la defensa del puerto de la ciudad de Recife. Fue considerado un héroe en la lucha y expulsión de los piratas ingleses de las ciudades de Salvador.
Hijo de Antônio Cardoso de Barros, quien fuera devorado por los indios caetés junto con el juntamente com obispo Pero Fernandes Sardinha, en la costa del río Coruripe, en territorio de la actual Alagoas.
Fundador de São Cristóvão, en Sergipe. Más tarde, recibiendo instrucciones del reino, resolvió crear la Capitanía de Sergipe Del Rei.
Ayudó en la expulsión de los tamoios y los franceses de la bahía de Guanabara y sus alrededores. Poseedor de extensas sesmarías em Magé Fue constructor del primer ingenio en el municipio en las proximidades del río Magepe y cerca al Morro de Piedad, surgiendo ahí el desarrollo de un nuevo asentamiento viniendo a ser el fundador y conservador del núcleo poblacional de la futura Magé, con la expulsión, esclavitud y exterminio de la población indígena local.